# Конголлиевые
Конголлиевые (лат. Pseudaphritidae) — семейство катадромных, пресноводных и морских донных лучепёрых рыб подотряда нототениевидных (Notothenioidei) отряда окунеобразных (Perciformes). Монотипическое семейство, относительно недавно выделенное из семейства бовихтовых (Bovichtidae), и включающее единственный вид — конголли (Pseudaphritis urvillii). Латинское название семейства образовано от рода Pseudaphritis, происходящего от греческого слова — «ложный, или фальшивый» (греч. ψευδής, псевдо-) и названия рода Aphritis, в составе которого был первоначально описан вид конголли.
Является уникальным и самым примитивным семейством нототениевидных рыб, эвригалинные представители которого на разных этапах своего жизненного цикла обитают в различных по солёности водоёмах — пресных, солоноватых и морских. По особенностям распространения это семейство является периантарктическим, то есть вытесненным за пределы (на периферию) автохтонного антарктического ареала нототениевидных в Юго-восточную Австралию и Тасманию. Подобный тип распространения свидетельствует об общих австралийско-антарктических корнях фауны рыб, свойственной древнему южному суперконтиненту Гондване в эпоху её фрагментации и расхождения континентов.

## Характеристика семейства Pseudaphritidae
Тело удлинённое, низкое, почти цилиндрическое в поперечном сечении, покрытое чешуёй. Голова и рыло умеренной длины, голова несколько сжата дорсовентрально, рыло заострённое. Рот большой, конечный, задний край верхней челюсти простирается до вертикали, проходящей перед зрачком; нижняя челюсть несколько выдаётся вперёд. Зубы имеются на челюстях, а также на нёбных костях и сошнике. Глаза небольшие, расположены довольно высоко — у самого верхнего контура головы. Два спинных плавника, разделённых небольшим междорсальным пространством. В первом, более коротком спинном плавнике, колючие лучи, во втором, довольно длинном плавнике — лучи членистые. Анальный плавник длинный, немного больше второго спинного плавника, расположен почти симметрично под вторым спинным плавником. Хвостовой плавник слабо закруглённый или усечённый. Боковая линия одна.

## Распространение
Представители семейства обитают в условиях умеренного климата Юго-восточной Австралии и Тасмании. Распространены в низовьях ручьёв и речек со слабым течением, а также в озёрах, эстуариях и морских водах.

## Образ жизни
Для нереста самки совершают катадромные миграции из пресных вод в солоноватоводные эстуарии и морские воды. Взрослые самцы, вероятно, постоянно обитают в эстуариях и морской воде. Рыбы средней и небольшой длины, с хорошо выраженным половым диморфизмом в размерах — самки достигают общей длины 34—36 см, самцы — 17 см.